# Jinjiram
Jinjiram és un riu de l'Índia, al districte de Goalpara, Assam. Neix a unes llacunes entre Agiagram i Lakhipur, i corre en direcció oest quasi paral·lel al Brahmaputra, del que recull les crescudes durant les pluges. Desaigua finalment a aquest riu passat Manikachar. Algunes vegades s'ha anomenat Jinjiram a un altre riu, de nom correcte Jinari. El seu curs és de 195 km. Passa per Lakhipur, Salmara i Singimari.